# باب گریوز (بازیکن فوتبال)
باب گریوز (انگلیسی: Bob Graves; ۷ نوامبر ۱۹۴۲ – ۹ مارس ۲۰۲۱) بازیکن فوتبال اهل بریتانیا بود.
از باشگاه‌هایی که در آن بازی کرده‌است می‌توان به باشگاه فوتبال لینکولن سیتی اشاره کرد.